# Liste von Schauspielmusiken
Dies ist eine Liste von Schauspielmusiken.
Die folgende (unvollständige) im steten Aufbau begriffene Liste enthält Theaterstücke, für die eine oder mehrere Bühnenmusiken geschrieben wurden. Berühmte Kompositionen sind beispielsweise Beethovens Egmont, Webers Preciosa oder Mendelssohns Sommernachtstraum-Musik.
Es gibt eine große Anzahl solcher Werke, und um den Umfang dieses Artikels zu begrenzen, sollten nur Artikel aufgenommen werden, für die der Komponist und/oder der Dramatiker einen eigenen Wikipedia-Artikel hat, in der deutschsprachigen oder in den fremdsprachigen Versionen.

## Liste

### A
- Abdelazer (Aphra Behn, 1676)

- 1695 Musik von Henry Purcell

- Die Acharner (Aristophanes, 425 v. Chr.)

- 1914 Musik von Hubert Parry

- Adrienne Lecouvreur (Eugène Scribe und Ernest Legouvé, 1849)

- Musik von Anatoly Alexandrov (später arrangierte er eine Orchestersuite)

- La adúltera penitente (Moreto, adaptiert von Gregorio Martínez Sierra)

- 1917 Musik von Joaquín Turina

- Advent (August Strindberg)

- Musik von Heinz Tiessen (gest. 1971)

- Agamemnon (Aischylos): Teil I der Orestie (siehe unten)
- L’Aiglon (Edmond Rostand, 1900)

- Musik von Richard Addinsell

- Aladdin (Adam Oehlenschläger, 1805, Musik Carl Nielsen, 1919)

- 1918–19 Musik von Carl Nielsen, FS. 89

- The Alchemist (Ben Jonson, 1610)

- 1710 Musik von Georg Friedrich Händel

- Alice in Wonderland (für die Bühne bearbeitet von Eva Le Gallienne nach Lewis Carrolls Alice's Adventures in Wonderland; 1933)

- Musik von Richard Addinsell

- L'Alouette (Jean Anouilh, 1952)

- Musik von Leonard Bernstein

- Amal, or La Lettre du roi (Rabindranath Tagore, Übers. André Gide)

- 1936 Musik von Darius Milhaud, Op. 156

- Andromaque (Jean Racine, 1667)

- 1903 Musik von Camille Saint-Saëns

- L’annonce faite à Marie (Paul Claudel, 1910)

- 1932 Musik von Darius Milhaud, Op. 117 (auch 1942)
- 1942 Musik von Darius Milhaud, Op. 231 (auch 1932)

- The Annunciation (La anunciación; Tomás Borrás)

- 1924 Musik von Joaquín Turina

- Antigone (Sophokles, 442 v. Chr.)

- 1841 Musik von Felix Mendelssohn
- 1893 Musik von Camille Saint-Saëns
- 1920 Musik von Willem Pijper (rev. 1922, 1926)
- Musik von Heinz Tiessen (gest. 1971)

- Antony and Cleopatra (William Shakespeare, ca. 1605)

- 1920 Musik von Florent Schmitt, Op. 69 (zu André Gides französischer Version Antoine et Cléopâtre)
- 1937 Musik von Virgil Thomson
- 1944 Musik von Leevi Madetoja, Op. 80
- Musik von Quincy Porter (gest. 1966)

- À quoi rêvent les jeunes filles (Alfred de Musset, 1832)

- 1944 Musik von Henri Sauguet

- Ariane et Barbe-Bleue (Maurice Maeterlinck, 1899)

- 1920 Musik von Anatoli Nikolajewitsch Alexandrow  (er arrangierte später eine Orchestersuite)

- L'Arlésienne (Alphonse Daudet, 1872)

- Musik von Georges Bizet.  Am bekanntesten sind zwei Orchestersuiten, von denen eine von Bizet selbst und die andere von Ernest Guiraud nach Bizets Tod zusammengestellt wurde.

- The Ascent of F6 (W. H. Auden und Christopher Isherwood, 1936)

- 1937 Musik von Benjamin Britten

- L'Assassinat du Duc de Guise (aka La Mort du duc de Guise; Henri Lavedan, 1908)

- Musik von Camille Saint-Saëns, Op. 128; dies war die Musik für einen Film, nicht für ein Theaterstück, und gilt allgemein als eine der ersten Filmmusiken der Welt.

- As You Like It (William Shakespeare, ca. 1600)

- 1922 Musik von Roger Quilter
- 1931 Musik von Ernst Toch
- Musik von Johan Halvorsen (Livet i skogen, Op. 33; gest. 1935)
- 1938 Musik von Ildebrando Pizzetti

- Athalie (Jean Racine, 1691)

- 1785 Musik von Johann Abraham Peter Schulz
- 1786 Musik von Georg Joseph „Abbé“ Vogler
- Musik von François Joseph Gossec (gest. 1829)
- 1845 Musik von Felix Mendelssohn
- 1946 Musik von Frank Martin

- Attila (Laurence Binyon)

- 1907 Musik von Charles Villiers Stanford, Op. 102

### B
- Die Bakchen (aka Die Bacchantinnen; Euripides, posth. 405 v. Chr.)

- 1924 Musik von Willem Pijper
- 1926 Musik von Ernst Toch (R. Viertels Version)
- Musik von Anatoly Alexandrov

- The Bagpiper of Strakonice (Strakonický dudák; Josef Kajetán Tyl)

- 1926 Musik von Josef Bohuslav Foerster, Op. 120

- Le Baiser (Théodore de Banville)

- 1888 Musik von Paul Vidal

- Le Bal des Voleurs (Thieves' Carnival; Jean Anouilh)

- Musik von Darius Milhaud, Op. 192

- Becket (Alfred, Lord Tennyson)

- 1893 Musik von Charles Villiers Stanford, Op. 48

- The Bedbug (Vladimir Mayakovsky, 1929)

- 1929 Musik von Dmitri Shostakovich, Op. 19

- Belshazzar's Feast (Hjalmar Procopé, 1906)

- 1906 Musik von Jean Sibelius, Op. 51

- Bérénice (Jean Racine, 1670)

- Musik von Marcel Samuel-Rousseau

- Bertran de Born (Jean Valmy-Baisse, 1936)

- 1936 Musik von Darius Milhaud, Op. 152a (1937 überarbeitete er die Musik zu seiner Suite provencale. Op. 152b)

- The Betrothal (Maurice Maeterlinck; Fortsetzung zu L'oiseau bleu)

- 1921 Musik von Armstrong Gibbs

- The Black Masks (Leonid Nikolajewitsch Andrejew, 1908)

- 1923 Musik von Roger Sessions

- Blaubart (Ludwig Tieck)

- 1835 Musik von Julius Rietz

- Der blaue Vogel (L'Oiseau bleu; Maurice Maeterlinck, 1908; für die Fortsetzung The Blue Bird and the Betrothal, siehe The Betrothal obene)

- 1909 Musik von Norman O'Neill, Op. 37
- 1912 Musik von Engelbert Humperdinck
- Musik von Leslie Heward (gest. 1943)

- Boris Godunov (Alexander Pushkin, 1825)

- 1934 Musik von Yuri Shaporin
- 1936 Musik von Sergei Prokofiev, Op. 70 bis

- Le Bourgeois gentilhomme (Molière, 1670)

- 1670 Ballet-Musik von Jean-Baptiste Lully
- 1912 und 1917 Musik von Richard Strauss zu Hugo von Hofmannsthals deutscher Version des Stückes Der Bürger als Edelmann. Das Ende des Stücks wurde ursprünglich durch eine Oper Ariadne auf Naxos ersetzt. Nach dem Misserfolg dieser Version setzte Hofmannsthal den ursprünglichen Schluss wieder ein und gab bei Strauss zusätzliche Musik in Auftrag, darunter Bearbeitungen von Lully. Strauss veröffentlichte eine Suite, die den Großteil der Musik aus den beiden Fassungen enthält.
- 1920 Musik von Karol Szymanowski (Mandragora, Ballet-Groteske, Op. 43)
- 1927 Musik von Erwin Schulhoff (existiert als eine Suite)

- Brand (Henrik Ibsen, 1865)

- 1928 Musik von Ture Rangström

- The Bride of Lammermoor (Walter Scott, 1819 – siehe auch Ravenswood)

- Musik von Norman O'Neill

### C
- La cena delle beffe (Sem Benelli, 1909)

- 1988 Musik von Lorenzo Ferrero

- Chitra (Rabindranath Tagore)

- Musik von Wilhelm Stenhammar (gest. 1927)

- Choephoren: Teil II der Orestie (siehe unten)

- Christmas Dream (Karácsonyi álom; Géza Gárdonyi)

- 1901 Musik von Béla Szabados

- Christophe Colomb (Paul Claudel)

- 1952 Musik von Darius Milhaud, Op. 318

- Cléopâtre (Victorien Sardou, 1890)

- Musik von Xavier Leroux

- The Comedy of Errors (William Shakespeare, ca. 1590)

- 1940 Musik von Yuri Shaporin

- Conquistador (Archibald MacLeish, Gedicht, 1933)

- 1952 Musik von Roberto Gerhard

- Coriolanus (William Shakespeare, 1623)

- Musik von August Söderman (gest. 1876)
- 1901 Musik von Alexander Mackenzie, Op. 61

- Le Crocodile (Victorien Sardou)

- 1886 Musik von Jules Massenet

- Kyklops (Euripides)

- 1925 Musik von Willem Pijper

- Cymbeline (William Shakespeare, ca. 1611)

- Musik von Robert Johnson, ca. 1611
- Musik von Heinz Tiessen (gest. 1971)

- Cyrano de Bergerac (Edmond Rostand, 1897)

- 1946 Musik von Paul Bowles

### D
- Dantons Tod (Georg Büchner, 1835)

- 1941 Musik von Henri Sauguet (Le Mort de Danton; Stück bearbeitet von Michel J. Arnaud)

- Dear Brutus (J. M. Barrie, 1917)

- 1944 Musik von Francis Poulenc (La Nuit de la Saint-Jean) *

- The Death of Tintagiles (La Mort de Tintagiles; Maurice Maeterlinck, 1894)

- 1913 Musik von Ralph Vaughan Williams

- Déjanire (Louis Gallet)

- 1895 Musik von Camille Saint-Saëns

- Diarmuid and Grania (George Moore und W. B. Yeats, 1901)

- Musik von Edward Elgar (published as Grania and Diarmid, Op. 42)

- 1. Introduction and Funeral March
- 2. Song There are seven that pull the thread

- Dom Juan, or The Feast with the Statue (Dom Juan, ou le Festin de pierre; Molière, 1665)

- 1947 Musik von Henri Sauguet

- Don Carlos (Friedrich Schiller, 1787)

- 1933 Musik von Anatoly Alexandrov (er arrangierte später eine Orchestersuite)
- Musik von Boris Asafyev

- Don Juan (Aleksey Konstantinovich Tolstoy, 1862)

- 1892 Musik von Eduard Nápravník
- Musik von Nikolay Sokolov (gest. 1922)

- Don Juan und Faust (Christian Dietrich Grabbe, 1829)

- 1925 Musik von Heinz Tiessen

- The Duchess of Malfi (John Webster, 1614)

- 1937 Musik von Darius Milhaud, Op. 160 (La duchesse d’Amalfi, eine französische Bearbeitung von Fluchère)
- 1945 Musik von Benjamin Britten

### E
- Egmont (Johann Wolfgang von Goethe, 1788)

- 1810 Musik von Ludwig van Beethoven, Op. 84

- Egyptian Nights (Alexander Tairov 1934; basierend auf Alexander Pushkins unvollendeter Kurzgeschichte)

- Musik von Sergei Prokofiev (keine Opuszahl vergeben; eine Suite wurde später als Op. 61 produziert)

- Elektra (Hugo von Hofmannsthal, 1903)

- Musik von Alexander Tscherepnin (gest. 1977)

- Die Ermittlung (Peter Weiss, 1965)

- Musik von Paul Dessau; gespielt an der Deutschen Akademie der Künste, [Ost] Berlin, Aufführung 1965
- Musik von Luigi Nono; gespielt an der Freien Volksbühne, [West] Berlin, Aufführung 1965

- Erwin und Elmire (Johann Wolfgang von Goethe, 1773)

- 1916 Musik von Othmar Schoeck, Op. 25

- L'Esprit triomphant (Romain Rolland)

- Musik von Alexander Tscherepnin (gest. 1977)

- Eugen Onegin (Alexander Pushkin, 1825–32)

- 1936 Musik von Sergei Prokofiev, Op. 71

- Die Eumeniden: Teil III des Orestie (siehe unten)

### F
- Le faiseur (Mercadet ou le faiseur; Honoré de Balzac, 1848)

- 1935 Musik von Darius Milhaud, Op. 145

- Faust (Johann Wolfgang von Goethe, 1806–1832)

- 1835 Musik von Julius Rietz
- 1876 Musik von Eduard Lassen
- 1908 Musik von Max von Schillings, Op. 24
- 1908 Musik von Felix Weingartner, Op. 43
- 1928 Musik von Franz Salmhofer (gest. 1975)
- 1949 Musik von Mátyás Seiber

- Faust and the Town (Anatoly Lunacharsky)

- Musik von Maximilian Steinberg (gest. 1946)

- Das Fest auf Solhaug (Henrik Ibsen, 1856)

- 1890 Musik von Hans Pfitzner

- Fidlovačka aneb Žádný hněv a žádná rvačka (Fidlovačka, or No Anger and No Brawl; Josef Kajetán Tyl, 1834)

- Musik von František Škroup; es enthält das Lied Kde domov můj?, das später zur inoffiziellen Nationalhymne der Tschechoslowakei wurde

- Le Fils des étoiles (Joséphin Péladan, 1892)

- Musik von Erik Satie

- The Flies (Les Mouches; Jean-Paul Sartre, 1943)

- 1947 Musik von Norman Demuth

- La Foi (Eugène Brieux)

- 1909 Musik von Camille Saint-Saëns

- La Folle de Chaillot (Jean Giraudoux, 1945)

- Musik von Henri Sauguet

- The Foresters (Alfred, Lord Tennyson, 1892)

- Musik von Arthur Sullivan

- The Forrigan Reel (James Bridie)

- Musik von Cedric Thorpe Davie

- Les Fourberies de Scapin (Molière, 1667)

1949 Musik von Henri Sauguet
- Die Frösche (Aristophanes, 405 v. Chr.)

- 1891 Musik von Hubert Parry

### G
- Gala Gay (Bertolt Brecht)

- 1951 Musik von Alexandre Tansman

- Le Gascon (Théodore Barrière, 1873)

- Musik von Jacques Offenbach

- Gijsbreght van Aemstel (Joost van den Vondel)

- 1912 Musik von Alphons Diepenbrock

- The Glass of Water (Le verre d'eau; Eugène Scribe, 1842)

- Musik von Vissarion Shebalin

- Grettir the Strong (Louis MacNeice)

- Musik von Mátyás Seiber (gest. 1960)

- Gurre (Holger Drachmann, 1899)

- Musik von Johan Halvorsen, Op. 17 (gest. 1935)

### H
- Hail, Spain (Alexander Afinogenov)

- 1936 Musik von Dmitri Shostakovich, Op. 44

- La Haine (Hatred, Victorien Sardou, 1874)

- Musik von Jacques Offenbach

- Hamlet (William Shakespeare, ca. 1601)

- 1779 Musik von Georg Joseph „Abbé“ Vogler
- 1834 Musik von Julius Rietz
- 1891 Musik von Pyotr Ilyich Tchaikovsky, Op. 67a
- 1904 Musik von Norman O'Neill, Op. 13
- Musik von Wilhelm Stenhammar (gest. 1927)
- 1932 Musik von Dmitri Shostakovich, Op. 32 (auch 1954)
- 1934 Musik von Cemal Reşit Rey
- Musik von Gabriel Pierné (gest. 1937)
- 1938 Musik von Sergei Prokofiev, Op. 77
- 1938 Musik von Virgil Thomson
- 1954 Musik von Dmitri Shostakovich (auch 1932)
- Musik von Heinz Tiessen, Op. 30 (gest. 1971)

- Hannele (Gerhart Hauptmann, 1893)

- Musik von Alexander Tscherepnin (gest. 1977)

- Hassan (James Elroy Flecker, 1922)

- 1920 Musik von Frederick Delius; first performed 1923

- Hécube (Richaud, nach Euripides' Hekabe, 424 v. Chr.)

- 1937 Musik von Darius Milhaud, Op. 177

- Die Heilige aus U.S.A. (Stefan Zweig)

- 1932 Musik von Ernst Toch

- Hélène (Paul Delair)

- Musik von André Messager, 1891

- Hélène de Sparte (Emile Verhaeren)

- Musik von Josef Bohuslav Foerster, Op. 116

- Henry VIII (William Shakespeare, ca. 1603)

- 1877 Musik von Arthur Sullivan
- 1949 Musik von Cedric Thorpe Davie

- Die Hermannsschlacht (Heinrich von Kleist, 1809)

- Musik von Heinrich Marschner

- Hippolytos (Euripides)

- 1950 Musik von Norman Demuth

- L'histoire de Tobie et Sarah (Paul Claudel)

- 1968 Musik von Darius Milhaud, Op. 426

- The House of Aspen (Walter Scott)

- 1829 Musik von John Thomson

- The House of Bernarda Alba (Federico García Lorca, 1936)

- 1947 Musik von Darius Milhaud, Op. 280 (La maison de Bernarda Alba)

- The Human Comedy (La Comédie humaine; Honoré de Balzac)

- 1934 Musik von Dmitri Shostakovich, Op. 37

- Die Hussiten vor Naumburg (August von Kotzebue)

- 1802 Musik von Georg Joseph „Abbé“ Vogler
- 1803 Musik von Antonio Salieri

### I
- The Indian Queen (Robert Howard und John Dryden, 1664)

- 1664 Musik von John Banister the elder
- 1695 Musik von Henry Purcell, to an expanded version of the play

- The Inventor and the Comedians (Mark Daniel, 1938–39)

- 1938 Musik von Dmitry Kabalevsky (1940 zu einer Konzertsuite zusammengestellt, The Comedians)

- Intermezzo (Jean Giraudoux)

- 1933 Musik von Francis Poulenc

- The Italian Straw Hat (Le chapeau de paille d'Italie; Eugène Marin Labiche and Marc Michel, 1851)

- 1920 Musik von Yuri Shaporin
- 1926 Musik von Randall Thompson (The Straw Hat; für Klavier geschrieben)

### J
- Les Jacobites (François Coppée, 1885)

- Musik von Charles-Marie Widor

- Jacobowsky and the Colonel (Franz Werfel)

- 1944 Musik von Paul Bowles

- Jedermann (Hugo von Hofmannsthal, 1912; adapted from the 15th-century English morality play Everyman)

- 1916 Musik von Jean Sibelius, Op. 83

- Jérusalem à Carpentras (Lunel)

- 1966 Musik von Darius Milhaud, Op. 419

- Le jeu de Robin et Marion (nach Adam de la Halle)

- 1948 Musik von Darius Milhaud, Op. 288

- Johnson over Jordan (J. B. Priestley)

- 1939 Musik von Benjamin Britten
- 1947 Musik von Peter Tranchell

- Judith (Jean Giraudoux, 1931)

- 1961 Musik von Darius Milhaud, Op. 392

- Julius Caesar (William Shakespeare, 1599)

- 1936 Musik von Darius Milhaud, Op. 158

- Die Jungfrau von Orleans (Friedrich Schiller, 1801)

- Musik von August Söderman

### K
- Kätchen von Heilbronn (Heinrich von Kleist, 1808)

- 1905 Musik von Hans Pfitzner

- The King (Bjørnstjerne Bjørnson)

- Musik von Johan Halvorsen, Op. 19 (gest. 1935)

- King Arthur (J. Comyns Carr, 1895)

- Musik von Arthur Sullivan

- King Christian II (Adolf Paul, 1898)

- 1898 Musik von Jean Sibelius, Op. 27

- King Lear (William Shakespeare, ca. 1605)

- Musik von Heinrich Schulz-Beuthen (gest. 1915; später verwendete er dieses Material in seiner Symphonie Nr. 6 mit Männerchor)
- 1920 Musik von Yuri Shaporin
- 1936 Musik von Cemal Reşit Rey
- 1940 Musik von Dmitri Shostakovich, Op. 58a
- 1958 Musik von Aram Khachaturian
- Musik von Franz Salmhofer (gest. 1975)

- King Stephen (August von Kotzebue)

- 1811 Musik von Ludwig van Beethoven, Op. 117

- King Svätopluk (Ivan Stodola, 1931)

- 1936 Musik von Eugen Suchoň

- Kirschblütenfest (Klabund)

- 1930 Musik von Ernst Toch

- A Klingon Christmas Carol (Christopher Kidder-Mostrom, Sasha Walloch, 2007)

- 2010 Musik von Mike Hallenbeck; 2011–2013 Musik von Jon Silpayamanant

- Königin Tamara (Knut Hamsun, 1903)

- Musik von Johan Halvorsen (gest. 1935)

- Königskinder (The King's Children; Ernst Rosmer (Elsa Bernstein-Porges), 1895)

- 1897 Musik von Engelbert Humperdinck (1910 schrieb er eine Oper zum gleichen Thema)

- Krieg und Frieden (Leo Tolstoy, Krieg und Frieden, 1865–1869)

- Musik für eine dramatische Adaption von Clifton Parker (gest. 1989)

- Kronbruden (The Crown Bride; August Strindberg, 1900)

- 1913 Musik von August Enna

- Kuolema (Death; Arvid Järnefelt, 1903, überarbeitet 1911)

- 1903 Musik von Jean Sibelius

- die Musik wurde 1904, 1906 und 1911 überarbeitet, und die ursprünglichen sechs Nummern von 1903 existieren nicht mehr
- Valse triste (ursprünglich op. 44; seit 1973 wird es als op. 44, Nr. 1 bezeichnet), eines der berühmtesten Stücke von Sibelius, stammt aus der Überarbeitung von 1904
- Canzonetta, op. 62a, wurde 1911 zum ersten Mal aufgeführt, war aber bereits 1906 in einer anderen Fassung als Rondino der Liebenden nach der Originalmusik geschrieben worden
- Valse romantique, Op. 62b, wurde speziell für die 1911er Fassung des Stücks komponiert
- das verbleibende erhaltene Stück, Szene mit Kranichen, war eine Kombination und Überarbeitung von zwei Nummern aus der Originalpartitur; es wurde 1906 geschrieben und aufgeführt, aber es war nicht Teil der Bühnenmusik von 1911 und wurde erst 1973 posthum als Op. 44, Nr. 2 veröffentlicht.

### L
- The Language of Birds (Adolf Paul, 1911)

- Musik von Jean Sibelius

- Das Leben ist ein Traum (La vida es sueño; Pedro Calderón de la Barca)

- 1930 Musik von Leevi Madetoja, Op. 75

- Léocadia (Time Remembered, Jean Anouilh, 1940)

- Musik von Francis Poulenc

- Leonce und Lena (Georg Büchner, 1836)

- 1931 Musik von Franz Syberg (Leonce og Lena)
- 1941 Musik von Henri Sauguet (Léonce et Léna; von Michel J. Arnaud bearbeitetes Theaterstück)
- Musik von Mátyás Seiber (gest. 1960)

- The Little Minister (J. M. Barrie, 1897)

- Musik von Alexander Mackenzie, Op. 57

- The Lizard (Ödlan; Mikael Lybeck 1864–1925)

- 1909 Musik von Jean Sibelius, Op. 8

- Lodolezzi sjunger (Bo Bergman)

- Musik von Wilhelm Stenhammar (gest. 1927)

- Love's Labour's Lost (William Shakespeare)

- Musik von Gerald Finzi, Op. 28

- Lucifer (Joost van den Vondel. 1654)

- 1940 Musik von Sándor Veress

- Lucky Peter's Travels (aka The Journey of Fortunate Peter; August Strindberg)

- 1910 Musik von Josef Bohuslav Foerster, Op. 116a

- Lysistrate (Aristophanes, 411 v. Chr.)

- 1908 Musik von Engelbert Humperdinck

### M
- Macbeth (William Shakespeare, ca. 1605)

- 1825 Musik von Louis Spohr, Op. 75
- 1834 Musik von Julius Rietz
- 1888 Musik von Arthur Sullivan
- 1920 Musik von Johan Halvorsen
- 1933 Musik von Aram Khachaturian (auch 1955)
- 1936 Musik von Cemal Reşit Rey
- 1936 Musik von Virgil Thomson (für die Orson Welles Produktion)
- 1937 Musik von Darius Milhaud, Op. 175
- 1942 Musik von William Walton
- Musik von Boris Asafyev (gest. 1949)
- 1949 Musik von Norman Demuth
- 1949 Musik von Peter Tranchell
- 1955 Musik von Aram Khachaturian (auch 1933)

- Madame Bovary (Gustave Flaubert, 1856; Roman)

- Musik von Dmitri Kabalevsky

- The Maid of Pskov (Lev Mei)

- 1877 Musik von Nikolai Rimsky-Korsakov, rev. 1882 (ein anderes Werk als seine Oper zum selben Thema)

- Le Malade imaginaire (Molière, 1673)

- Musik von Ludomir Różycki

- Manfred (Lord Byron, ca. 1817)

- 1849 Musik von Robert Schumann, Op. 115 (produced 1852)
- 1898 Musik von Alexander Mackenzie, Op. 58 (not produced)

- Margot (Édouard Bourdet)

- 1935 Musik von Georges Auric und Francis Poulenc

- Les Mariés de la Tour Eiffel (The Wedding on the Eiffel Tower; Jean Cocteau)

- 1921 Musik von Georges Auric, Arthur Honegger, Darius Milhaud, Francis Poulenc und Germaine Tailleferre, orchestriert von Marius Constant

- Mariotta (Carl Borgaard, basierend auf einer Komödie von Eugène Scribe)

- 1850 Musik von Niels Gade

- Marmion (Robert Buchanan, basierend auf Walter Scotts Gedicht Marmion, 1808)

- 1891 Musik von Alexander Mackenzie, Op. 43

- Le mariage de Figaro (Pierre Beaumarchais, 1778)

- 1935 Musik von Yuri Shaporin

- Maria Stuart (Friedrich Schiller, 1800)

- Musik von Vissarion Shebalin

- Masquerade (Michail Lermontow, 1835)

- Musik von Vissarion Shebalin
- 1941 Musik von Aram Khachaturian

- Masse Mensch (Ernst Toller, 1921)

- Musik von Heinz Tiessen (gest. 1971)

- Le massere (Carlo Goldoni, 1755)

- 1993 Musik von Lorenzo Ferrero

- Master Olof (August Strindberg, 1872)

- Musik von Tor Aulin (gest. 1914)

- El alcalde de Zalamea (Pedro Calderón de la Barca)

- 1836 Musik von Julius Rietz

- Measure for Measure (William Shakespeare, ca. 1604)

- Musik von Dmitri Kabalevsky

- Medea (Euripides, 431 v. Chr.)

- 1843 Musik von Wilhelm Taubert
- 1938 Musik von Sándor Veress
- 1942 Musik von Marios Varvoglis

- Le Médecin volant (Vildrae, nach Molière, 1645)

- 1937 Musik von Darius Milhaud, Op. 165

- Médée (Jean Anouilh, 1946)

- 1948 Musik von Norman Demuth

- The Merchant (Mercator; Plautus)

- 1950 Musik von İlhan Usmanbaş (für 2 Flöten)

- The Merchant of Venice (William Shakespeare. ca. 1597)

- 1871 Musik von Arthur Sullivan
- 1905 Musik von Engelbert Humperdinck
- 1917 Musik von Henri Rabaud
- Musik von Johan Halvorsen (gest. 1935)
- Musik von Boris Asafyev (gest. 1949)
- 1950 Musik von Peter Tranchell
- Musik von Ludomir Różycki (gest. 1953)

- Merlin (Karl Leberecht Immermann, 1831)

- Musik von Heinz Tiessen (gest. 1971)

- The Merry Wives of Windsor (William Shakespeare, c. 1600)

- 1874 Musik von Arthur Sullivan
- Musik von Franz Salmhofer (gest. 1975)

- Michael Strogoff (Jules Verne und Adolphe D'Ennery; eine Adaption des Romans von Verne aus dem Jahr 1876)

- 1880 Musik von Jules Massenet

- A Midsummer Night's Dream (William Shakespeare, ca. 1595)

- Musik von Felix Mendelssohn  (Ouvertüre 1826; übrige Musik 1843, darunter der Hochzeitsmarsch)
- Musik von Erik Satie (1915, 5 Nummern betitelt Grimaces, unproduziert)
- Musik von Carl Orff (1917–39; überarbeitet 1962)

- The Mighty Magician (El Mágico prodigioso; Pedro Calderón de la Barca)

- Musik von Josef Rheinberger

- The Miserly Knight (Alexander Pushkin, 1830)

- Musik von Vissarion Shebalin

- The Misanthrope (Molière, 1666)

- 1950 Musik von Norman Demuth

- Mutter Courage und ihre Kinder (Bertolt Brecht, 1939)

- 1959 Musik von Darius Milhaud, Op. 379 (Mother Courage)

- Mozart und Salieri (Alexander Pushkin, 1830)

- Musik von Vissarion Shebalin

- Much Ado About Nothing (William Shakespeare, c. 1598)

- 1915 Musik von Johan Halvorsen

### N
- Nach Damaskus (Trilogie, aka Till Damascus; August Strindberg, 1898–1902)

- 1927 Musik von Ture Rangström

- Teil III.

- 1916 Musik von Emil von Reznicek

- La nave (Gabriele d'Annunzio)

- 1905 Musik von Ildebrando Pizzetti

- Navidad (Gregorio Martínez Sierra)

- 1916 Musik von Joaquín Turina

- Nie-Boska komedia (Zygmunt Krasiński)

- Musik von Ludomir Różycki

- Das Adelsnest (Liza; Ivan Turgenev, 1859 Roman)

- 1940 Musik von Yuri Shaporin

- No More Peace (Nie wieder Friede; Ernst Toller, 1934)

- Musik von Herbert Murrill

- Notre-Dame de Paris (Victor Hugo, nach seinem Roman von 1831)

- 1879 Musik von Jules Massenet
- Musik von Anatoli Nikolajewitsch Alexandrow (gest. 1982)

### O
- The Oath of the Dead (Zacharias Papantoniou)

- 1938 Musik von Marios Varvoglis

- Ödipus auf Kolonos (Sophokles, ca. 406 v. Chr.)

- 1845 Musik von Felix Mendelssohn
- 1936 Musik von Ildebrando Pizzetti

- Oedipus, a Tragedy (John Dryden und Nathaniel Lee, 1679; basierend auf Sophokles)

- 1692 Musik von Henry Purcell, Z. 583, einschließlich Music for a while

- Oedipus Rex (Oedipus Tyrannus oder Oedipus the King; Sophokles, 429 v. Chr.)

- 1852 Musik von Franz Lachner
- 1881 Musik von John Knowles Paine
- 1887 Musik von Charles Villiers Stanford, Op. 29
- Musik von Alexander Ilyinsky (gest. 1920)
- 1936 Musik von Leevi Madetoja
- 1941 Musik von Virgil Thomson

- Old Spain (Montagu Slater)

- 1938 Musik von Benjamin Britten

- Ondine (Jean Giraudoux, 1939)

- Musik von Henri Sauguet

- On ne badine pas avec l'amour (Alfred de Musset, 1834)

- 1917 Musik von Camille Saint-Saëns

- On the Frontier (W. H. Auden und Christopher Isherwood, 1938)

- Musik von Benjamin Britten

- Orestie (Aischylos, Trilogie, 458 v. Chr.)

- 1900 Musik von Max von Schillings, Op. 12

- Part I – Agamemnon

- 1900 Musik von Hubert Parry
- 1914 Musik von Darius Milhaud, Op. 14
- 1930 Musik von Ildebrando Pizzetti
- 1932 Musik von Marios Varvoglis

- Part II – Choephoren

- 1915 Musik von Darius Milhaud (Les choëphores, Op. 24)

- Part III – Eumeniden

- 1885 Musik von Charles Villiers Stanford, Op. 23
- 1923 Musik von Darius Milhaud, Op. 41

- Othello (William Shakespeare, c. 1603)

- Musik von Franz Salmhofer (gest. 1975)
- Musik von Clifton Parker (gest. 1989)

- L'Ours et la Lune (The Bear and the Moon; Paul Claudel)

- 1918 Musik von Darius Milhaud

### P
- Peer Gynt (Henrik Ibsen, 1876)

- 1876 Musik von Edvard Grieg, aus denen er später zwei Orchestersuiten ableitete, Opp. 46 (1888), 55 (1891)
- 1948 Musik von Harald Sæverud, Op. 28

- Pelléas and Mélisande (Maurice Maeterlinck, 1893)

- 1898 Musik von Gabriel Fauré, Op. 80
- 1905 Musik von Jean Sibelius, Op. 46

- Die Perser (Aischylos, 472 v. Chr.)

- 1934 Musik von Marios Varvoglis
- 1940 Musik von Henri Sauguet

- Un petit ange de rien du tout (C. A. Puget)

- 1940 Musik von Darius Milhaud, Op. 215

- Phaëton, or Reckless Audacity (Joost van den Vondel, 1663)

- 1937 Musik von Willem Pijper

- La Pharmacienne (Jean Giraudoux)

- 1949 Musik von Henri Sauguet

- Phèdre (Jean Racine, 1677)

- 1900 Musik von Jules Massenet

- Philip II (Emile Verhaeren)

- 1918 Musik von Eugene Goossens, Op. 22

- Philoktetes (Sophokles, ca. 409 v. Chr.)

- Musik von Alexander Ilyinsky (gest. 1920)

- Le Piège de Méduse (Erik Satie, 1913)

- Musik auch von erik Satie; manchmal als eine Operette verschrieben

- La Pisanella (Gabriele d'Annunzio)

- 1913 Musik von Ildebrando Pizzetti

- Pizarro (Richard Brinsley Sheridan, 1799)

- Musik von Jan Ladislav Dussek (mit Michael Kelly)

- Plutos (Jollivet, nach Aristophanes, 380 v. Chr.)

- 1938 Musik von Darius Milhaud, Op. 186

- Polyeucte (Pierre Corneille, 1642)

- 1881 Musik von Edgar Tinel (1906 wurde eine Orchestersuite produziert)

- La Porte héroïque du ciel (Jules Bois, 1894)

- Musik von Erik Satie (Prélude, 1894)

- The Post Office (Rabindranath Tagore, 1912)

- Musik von Heinz Tiessen (gest. 1971)

- Preciosa (Pius Alexander Wolff, basierend auf Miguel de Cervantes' La gitanella; 1821)

- 1820 Musik von Carl Maria von Weber, Op. 78, J. 279

- Prince Potemkin (Kniaź Patiomkin; Tadeusz Miciński, 1906)

- 1924 Musik von Karol Szymanowski, Op. 51

- The Princess of Cyprus (Zachris Topelius)

- Musik von Fredrik Pacius (gest. 1891)

- Princess Dandelion (Jaroslav Kvapil)

- 1897 Musik von Josef Bohuslav Foerster, Op. 35

- La Princesse Lointaine (Edmond Rostand, 1895)

- 1897 Musik von Gabriel Pierné

- Princess Maleine (La princesse Maleine; Maurice Maeterlinck, 1889)

- Musik von Lili Boulanger (gest. 1918; sie arbeitete auch an einer Oper zum selben Thema, die jedoch nicht fertiggestellt wurde)
- Musik von Maximilian Steinberg (gest. 1946)

- Prinz Friedrich von Homburg (Heinrich von Kleist, 1811)

- 1884 Musik von Hugo Wolf (unvollendet)

- Der gefesselte Prometheus (Aischylos, ca. 415 v. Chr.)

- 1948 Musik von Norman Demuth

- Prometheus Unbound (Percy Bysshe Shelley, 1820)

- 1948 Musik von Norman Demuth
- Musik von Lars-Erik Larsson (gest. 1986)

- Protée (Paul Claudel)

- 1919 Musik von Darius Milhaud, Op. 17 (auch 1955)
- 1955 Musik von Darius Milhaud, Op. 341 (auch 1919)

### Q
- Le Quatorze Juillet (Romain Rolland, 1902)

- 1936 Musik von Georges Auric, Arthur Honegger, Jacques Ibert, Charles Koechlin, Lazarus, Darius Milhaud (Op. 153) und Albert Roussel

- Queen Mary (Alfred, Lord Tennyson)

- 1876 Musik von Charles Villiers Stanford, Op. 6

### R
- Rache des verhöhnten Liebhabers (Ernst Toller)

- Musik von Ernst Krenek

- Raduz and Mahulena (Julius Zeyer)

- 1898 Musik von Josef Suk, Op. 13; rev. 1912; in 1900 he reworked the music as an orchestral pieceim Jahr 1900 überarbeitete er die Musik als Orchesterstück, A Fairy Tale, Op. 16

- Ramuntcho (Pierre Loti, 1897)

- 1908 Musik von Gabriel Pierné

- Ravenswood (Herman Merrivale 1890, basierend auf Walter Scotts 1819 Roman The Bride of Lammermoor)

- 1890 Musik von Alexander Mackenzie, Op. 45

- Regina von Emmeritz (Zachris Topelius)

- Musik von August Söderman (gest. 1876)

- La Reine Fiammette (Catulle Mendès, 1898)

- Musik von Paul Vidal

- Le Retour de l'enfant prodigue (André Gide, geschrieben 1907 als Roman)

- 1933 Musik von Henri Sauguet

- Rhesus (Euripides zugeschrieben)

- 1922 Musik von Ernest Walker, Op. 35

- Richard III (William Shakespeare, c. 1591)

- Musik von August Söderman (gest. 1876)
- Musik von Robert Volkmann (gest. 1883; Ouvertüre, Op. 68; Zwischenspiele, Op. 73)

- Die Räuber (Friedrich Schiller, 1781)

- 1782 Musik von Franz Danzi
- 1919 Musik von Yuri Shaporin
- Musik von Vissarion Shebalin

- Romeo und Julia (William Shakespeare, c. 1595)

- 1890 Musik von Francis Thomé
- 1907 Musik von Engelbert Humperdinck
- Musik von Wilhelm Stenhammar (gest. 1927)
- 1936 Musik von Darius Milhaud, Op. 161 (S. Jollivet, nach Jouve, nach Shakespeare)
- Musik von Richard Strauss (gest. 1949)
- Musik von Franz Salmhofer (gest. 1975)
- Musik von Anatoli Nikolajewitsch Alexandrow (gest. 1982)

- Rosamunde (Helmina von Chézy, 1823)

- Musik von Franz Schubert, Op. 26, D. 797

- The Royal Hunt of the Sun (Peter Shaffer, 1964)

- Musik für die Originalproduktion von Marc Wilkinson

- Die Ruinen von Athen (August von Kotzebue)

- 1811 Musik von Ludwig van Beethoven, Op. 113, including the Türkische Marsch
- 1924 Richard Strauss hat seine eigene Bearbeitung von Beethovens Musik gemacht

- Ruy Blas (Victor Hugo)

- 1839 Musik von Felix Mendelssohn

### S
- St. Jakob an der Birs (C.A. (August) Bernoulli)

- Musik von Hermann Suter, Op. 13

- Salome (Oscar Wilde, 1893)

- 1918 Musik von Granville Bantock („Dance of the Seven Veils“)
- Musik von Flor Alpaerts (gest. 1954)
- Musik von Alexander Tscherepnin (gest. 1977)

- La Samaritaine (Edmond Rostand, 1897)

- Musik von Gabriel Pierné

- Samson (Jaroslav Vrchlický)

- 1906 Musik von Josef Bohuslav Foerster, Op. 62

- Saül (André Gide, 1903)

- 1954 Musik von Darius Milhaud, Op. 334

- Scaramouche (Poul Knudsen; tragic pantomime)

- 1913 Musik von Jean Sibelius, Op. 71 (zuerst 1922 aufgeführt)

- The School for Scandal (Richard Brinsley Sheridan, 1777)

- 1940 Musik von Henri Sauguet (Theaterstück adaptiert von Claude Spaak als L'École de médisance)
- Musik von Dmitri Kabalevsky (gest. 1987)

- The Searcher (Velona Pilcher)

- 1930 Musik von Edmund Rubbra

- The Seven Ages of Man (Montagu Slater)

- 1938 Musik von Benjamin Britten

- Snefrid (Holger Drachmann)

- 1893 Musik von Carl Nielsen, FS. 17; rev. 1899

- The Snow Maiden (Snegurochka, Aleksandr Ostrovsky, 1873)

- 1873 Musik von Pyotr Ilyich Tchaikovsky, Op. 12
- Musik von Alexander Gretchaninov, Op. 23

- The Spanish Student (Henry Wadsworth Longfellow, 1843)

- Musik von Charles Villiers Stanford (gest. 1924)

- Der Spiegelmensch (Franz Werfel)

- Musik von Wilhelm Grosz, Op. 12

- The Starlight Express (Violet Peam, 1915)

- Musik von Edward Elgar

- The Stone Guest (Alexander Pushkin, 1830)

- Musik von Vissarion Shebalin

- Swanwhite (Svanevhit; August Strindberg)

- 1908 Musik von Jean Sibelius, Op. 54

- Sweeney Agonistes (T. S. Eliot, 1932)

- Musik von Quincy Porter

### T
- Tartuffe (Molière, 1664)

- 1929 Musik von Yuri Shaporin
- 1950 MusiK (Fanfaren) von Henri Sauguet

- Der Sturm (William Shakespeare, 1611)

- originale Musik von Robert Johnson
- ca. 1695 Musik von Henry Purcell, Z. 631 (Semi-Oper)
- 1855 Musik von Wilhelm Taubert
- 1862 Musik von Arthur Sullivan, Op. 1
- 1882 Musik von Frank Van der Stucken
- 1888 Musik von Ernest Chausson
- 1915 Musik von Engelbert Humperdinck
- 1918 Musik von Felix Weingartner, Op. 65
- 1921 Musik von Arthur Bliss
- 1926 Musik von Jean Sibelius, Op. 109
- 1930 Musik von Willem Pijper
- 1946 Musik von Lennox Berkeley
- Musik von Heinz Tiessen (gest. 1971)
- Musik von Franz Salmhofer (gest. 1975)

- Thamos, König in Ägypten (Tobias Phillip, 1774)

- 1773–1780 Musik von Wolfgang Amadeus Mozart

- Théodora (Victorien Sardou, 1884)

- Musik von Jules Massenet

- This Way to the Tomb (Ronald Duncan, 1945)

- Musik von Benjamin Britten

- Timon of Athens (William Shakespeare, vor 1623)

- Musik von August Söderman (gest. 1876)

- Toad of Toad Hall (A. A. Milne, 1929; basierend auf Kenneth Grahames Buch The Wind in the Willows)

- Musik von Harold Fraser-Simson

- Der Tor und der Tod (Hugo von Hofmannsthal, 1891)

- 1908 Musik von Josef Bohuslav Foerster, Op. 75

- Tordenskjold (Jacob Breda Bull)

- Musik von Johan Halvorsen, Op. 18 (gest. 1935)

- Die Trachinierinnen (Sophokles)

- 1932 Musik von Ildebrando Pizzetti

- Ein Traumspiel (Ett drömspel; August Strindberg, 1907)

- 1915 Musik von Emil von Reznicek
- Musik von Pancho Vladigerov (eine Orchestersuite, Op. 13, publiziert 1926)
- Musik von Wilhelm Stenhammar (gest. 1927)
- 1942 Musik von Franz Syberg
- Musik von Kurt Weill (gest. 1950)

- Die Troerinnen (Euripides, 415 v. Chr.)

- 1940 Musik von Virgil Thomson

- Tsongor és Tünde (aka Csongor és Tünde; Mihály Vörösmarty)

- 1903 Musik von Leo Weiner, Op. 10
- 1941 Musik von Ferenc Farkas

- Turandot (Carlo Gozzi, 1762)

- 1809 Musik von Carl Maria von Weber, Op. 37 (für die 1801 Übersetzung Turandot, Prinzessin von China von Friedrich Schiller)
- 1905 Musik von Ferruccio Busoni (für die 1911 von Max Reinhardt angefertigte Bearbeitung und Übersetzung von Karl Vollmöller verwendet)
- Musik von Wilhelm Stenhammar (gest. 1927)

- Twelfth Night (William Shakespeare, ca. 1601)

- 1885 Musik von Charles-Marie Widor (zu einer französischen Version, Conte d'avril)
- 1907 Musik von Engelbert Humperdinck
- Musik von Wilhelm Stenhammar (gest. 1927)

- Twigs (George Furth, 1971)

- Musik von Stephen Sondheim

### U
- Under the Apple Trees (Pod jabloni; Julius Zeyer)

- 1902 Musik von Josef Suk, Op. 20; produziert 1934

- Die unheilbringende Krone (Ferdinand Raimund)

- Musik von Josef Rheinberger

### V
- Der Verschwender (Ferdinand Raimund)

- Musik von Conradin Kreutzer

- Die versunkene Glocke (Gerhart Hauptmann, 1897)

- Musik von Wilhelm Grosz, Op. 35

- Die Vögel (Aristophanes, 414 v. Chr.)

- 1883 Musik von Hubert Parry
- 1901 Musik von John Knowles Paine
- 1947 Musik von Goffredo Petrassi
- Musik von Marios Varvoglis (gest. 1967)

- Volpone (Stefan Zweig, 1926)

- Musik von Mátyás Seiber

- Le voyageur sans bagage (Jean Anouilh, 1937)

- 1937 Musik von Darius Milhaud, Op. 157
- 1944 Musik von Francis Poulenc

- The Voyevoda (A Dream on the Volga) (Aleksandr Ostrovsky): siehe A Dream on the Volga

### W
- Wallensteins Lager (Friedrich Schiller)

- 1800 Musik von Johann Philipp Christian Schulz

- Die Weihe des Hauses (Carl Meisl)

- 1822 Musik von Ludwig van Beethoven, aus Die Ruinen von Athen

- Die Wespen (Aristophanes, 422 v. Chr.)

- 1909 Musik von Ralph Vaughan Williams

- Where the Rainbow Ends (Clifford Mills und John Ramsey, 1911)

- Musik von Roger Quilter

- The Widow from Valencia (Lope de Vega)

- Musik von Aram Khachaturian

- Wilhelm Tell (Friedrich Schiller, 1804)

- 1806 Musik von Franz Danzi
- Musik von Carl Reinecke (gest. 1910)
- 1926 Musik von Paul Müller, Op. 13
- Musik von Lars-Erik Larsson (gest. 1986)

- The Winter's Tale (William Shakespeare, 1594–1611)

- 1906 Musik von Engelbert Humperdinck
- Musik von Nikolay Sokolov, Op. 44 (gest. 1922)
- 1950 Musik von Darius Milhaud, Op. 306 (C. A. Puget, nach Shakespeare)

- Die Wolken (Aristophanes)

- 1905 Musik von Hubert Parry

- The Wood Nymph (Josef Kajetán Tyl)

- Musik von Karel Kovařovic (gest. 1920)

- Traum an der Wolga (aka Wojewode (Traum an der Wolga)) (Aleksandr Ostrovsky, 1865)

- 1886 Musik von Pyotr Ilyich Tchaikovsky (für die Domovoi Szene; ein anderes Werk als seine gleichnamige Oper oder symphonische Ballade)

- Woyzeck (Georg Büchner, 1836; unvollendet, von anderen vervollständigt)

- Musik von Mátyás Seiber (gest. 1960; als Wozzeck)

### X
- Xantho chez les courtisanes (Jean Richepin)

- Musik von Xavier Leroux

### Y
- Yelva (Eugène Scribe)

- 1832 Musik von Albert Lortzing

### Z
- Zar Boris (Aleksey Konstantinovich Tolstoy, 1870)

- 1899 Musik von Vasily Kalinnikov

- Zar Fedor Iwanowitsch (Aleksey Konstantinovich Tolstoy, 1868)

- Musik von Alexander Ilyinsky (gest. 1920)